# Hallam Hope
Hallam Hope (Manchester, 17 marzo 1994) è un calciatore barbadiano con cittadinanza britannica, attaccante svincolato.

## Carriera

### Club
Ha giocato in varie squadre tra la seconda e la quarta divisione inglese.

### Nazionale
Dopo aver giocato con le nazionali giovanili inglesi Under-16, Under-17, Under-18 ed Under-19, nel 2018 accetta la chiamata della nazionale barbadiana, con la quale esordisce il 6 settembre giocando l'incontro pareggiato 2-2 contro la Guyana, valido per la CONCACAF Nations League.

## Statistiche

### Cronologia presenze e reti in nazionale
| Cronologia completa delle presenze e delle reti in nazionale ― Barbados | Cronologia completa delle presenze e delle reti in nazionale ― Barbados | Cronologia completa delle presenze e delle reti in nazionale ― Barbados | Cronologia completa delle presenze e delle reti in nazionale ― Barbados | Cronologia completa delle presenze e delle reti in nazionale ― Barbados | Cronologia completa delle presenze e delle reti in nazionale ― Barbados | Cronologia completa delle presenze e delle reti in nazionale ― Barbados | Cronologia completa delle presenze e delle reti in nazionale ― Barbados |
| Data                                                                    | Città                                                                   | In casa                                                                 | Risultato                                                               | Ospiti                                                                  | Competizione                                                            | Reti                                                                    | Note                                                                    |
| ----------------------------------------------------------------------- | ----------------------------------------------------------------------- | ----------------------------------------------------------------------- | ----------------------------------------------------------------------- | ----------------------------------------------------------------------- | ----------------------------------------------------------------------- | ----------------------------------------------------------------------- | ----------------------------------------------------------------------- |
| 6-9-2018                                                                | Leonora                                                                 | Guyana                                                                  | 2 – 2                                                                   | Barbados                                                                | CONCACAF Nations League 2019-2020 - 1º turno                            | 2                                                                       |                                                                         |
| 13-10-2018                                                              | San Salvador                                                            | El Salvador                                                             | 3 – 0                                                                   | Barbados                                                                | CONCACAF Nations League 2019-2020 - 1º turno                            | -                                                                       |                                                                         |
| 5-9-2019                                                                | Bridgetown                                                              | Barbados                                                                | 4 – 0                                                                   | Saint-Martin                                                            | CONCACAF Nations League 2019-2020 - 2º turno                            | -                                                                       | 74’                                                                     |
| 8-9-2019                                                                | George Town                                                             | Isole Cayman                                                            | 3 – 2                                                                   | Barbados                                                                | CONCACAF Nations League 2019-2020 - 2º turno                            | -                                                                       |                                                                         |
| 16-11-2019                                                              | The Valley                                                              | Saint-Martin                                                            | 3 – 2                                                                   | Barbados                                                                | CONCACAF Nations League 2019-2020 - 2º turno                            | -                                                                       | 66’                                                                     |
| 19-11-2019                                                              | Bridgetown                                                              | Barbados                                                                | 4 – 0                                                                   | Isole Cayman                                                            | CONCACAF Nations League 2019-2020 - 2º turno                            | 2                                                                       |                                                                         |
| 4-6-2021                                                                | Santo Domingo                                                           | Rep. Dominicana                                                         | 1 – 1                                                                   | Barbados                                                                | Qual. Mondiali 2022                                                     | -                                                                       |                                                                         |
| 8-6-2021                                                                | Santo Domingo                                                           | Barbados                                                                | 1 – 1                                                                   | Dominica                                                                | Qual. Mondiali 2022                                                     | -                                                                       | 91’                                                                     |
| 2-7-2021                                                                | Fort Lauderdale                                                         | Bermuda                                                                 | 8 – 1                                                                   | Barbados                                                                | Qual. Gold Cup 2021                                                     | -                                                                       |                                                                         |
| Totale                                                                  |                                                                         | Presenze                                                                | 9                                                                       |                                                                         | Reti                                                                    | 4                                                                       |                                                                         |

## Palmarès

### Club

#### Competizioni nazionali
- Campionato inglese di quarta divisione: 1

Swindon Town: 2019-2020

### Individuale
- Capocannoniere del Campionato europeo Under-17: 1

Serbia 2011 (3 gol)